# 駅前橋上市場サン・フィッシュ釜石

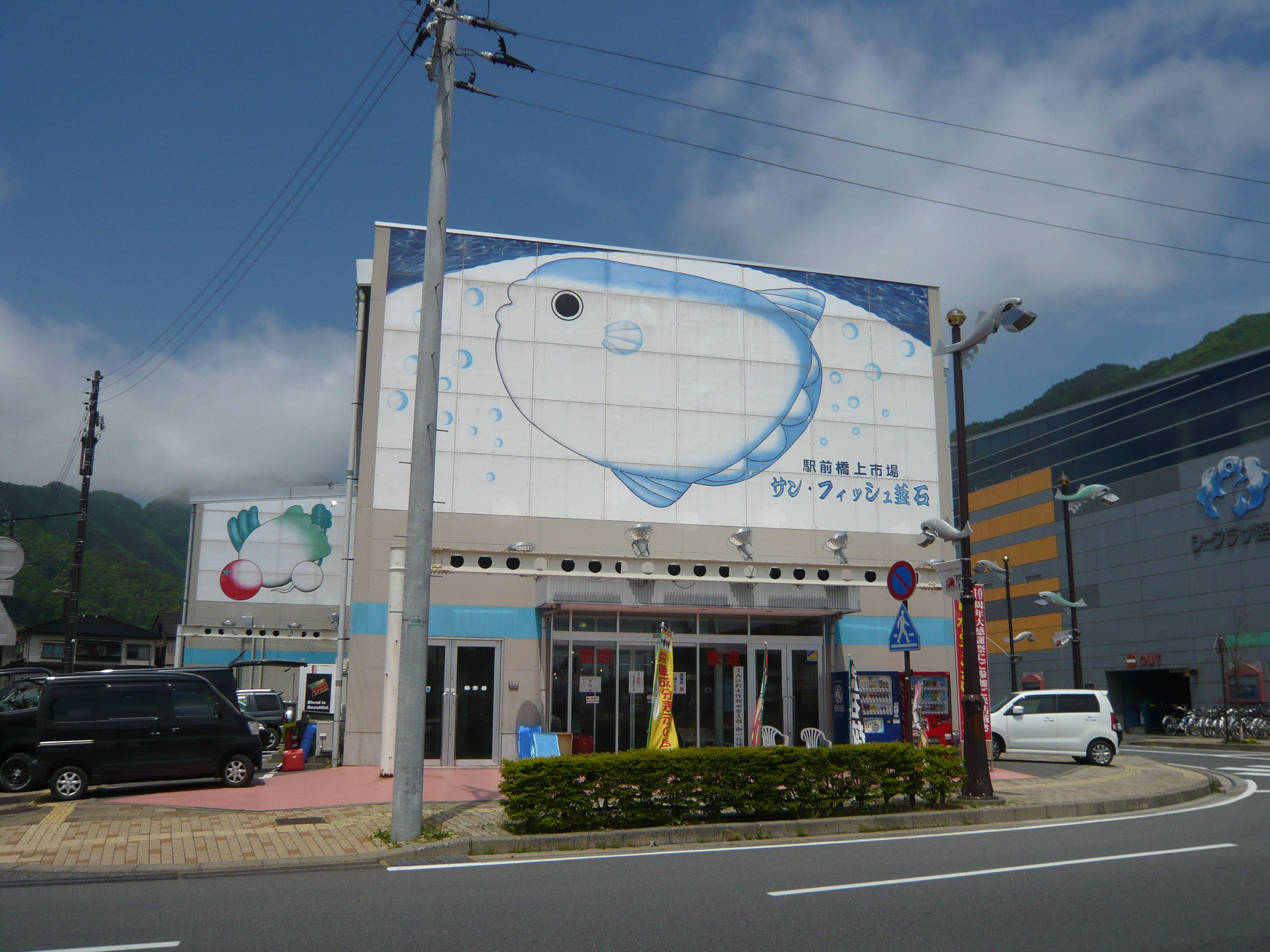
駅前橋上市場サン・フィッシュ釜石

駅前橋上市場 サン・フィッシュ釜石（えきまえきょうじょういちばさんふぃっしゅかまいし）は岩手県釜石市のJR釜石駅前にある市場。かつては「橋上（きょうじょう）市場」と呼ばれた。

## 概要
日本で唯一の橋の上に構築された市場であった「橋上市場」が前身。大渡橋の架け替えにより橋上市場は閉鎖・撤去され、2003年（平成15年）に「サン・フィッシュ釜石」としてオープンした。
釜石駅ロータリーに隣接した鮮魚店の集積施設で、大きなマンボウの壁画がランドマークとなっている。1階には市場から直送された新鮮な魚が並ぶ鮮魚点や軽飲食店が、2階には鮮魚を本格的な料理で味わえる店舗が並ぶ。連絡通路で結ばれている「シープラザ釜石」と同様、観光客に人気のスポットとなっている。早朝から営業しているため地元の人々が商店街感覚で訪れる姿も多い。なお、シープラザが釜石市営であるのに対し、こちらは釜石駅前商業協同組合が運営している。
2011年（平成23年）3月の東日本大震災では1階部分に津波が押し寄せたが、4月1日から営業を再開している。釜石のウニ、ホタテなど季節の新鮮な海の幸や山菜のほか、土産品、食事処などが揃い、店舗の外では朝市が開催されている。

## 橋上市場

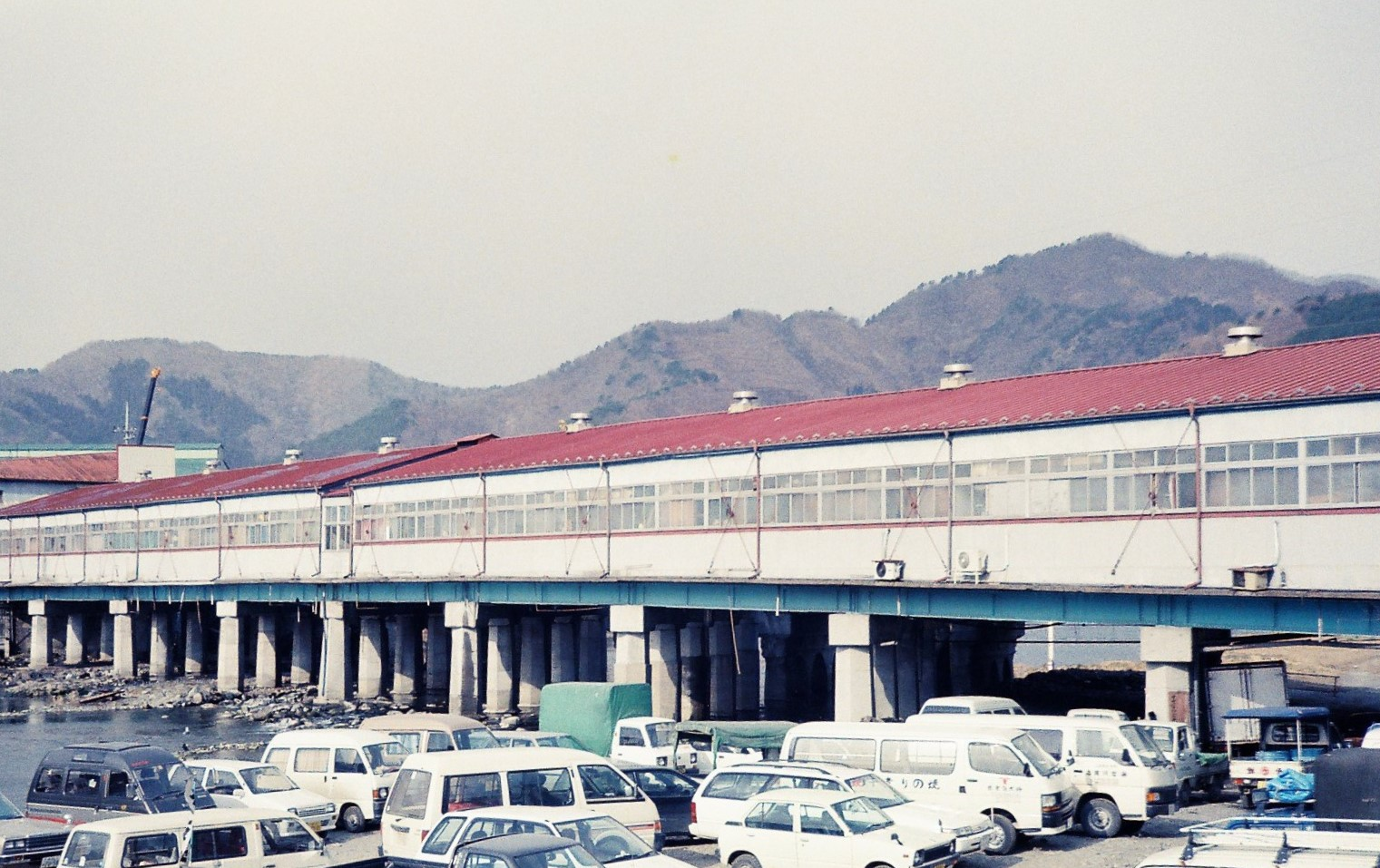
橋上市場全景（1992年2月）

橋上市場は戦後の闇市を整理するため1958年（昭和33年）、中心街を流れる甲子川に長さ109メートルの大渡橋が作られ、その上に商店主達が独自に店舗の建造物を建てたのが始まり。
幅12メートル、長さ110の屋根付きのアーケードが作られ、その中に2本の細い通路が走り、両側の約50店には野菜、鮮魚、水産加工品、食堂など三陸の海と山の幸から土産屋、日用雑貨店が並んだ。当時、世界でも公道の橋に私有の建物を立て営業を行う市場は、日本以外ではイタリアにしか存在しないと言われていた。釜石の戦後復興の象徴であり、市民の台所として、また観光名所として全盛期には1日1万人が訪れ、栄えた。
1965年（昭和40年）、「営利目的の河川占有は認めない」とする河川法改正により橋上市場は違法占拠となったが営業は継続。しかし、大渡橋の老朽化により橋の架け替えと市場の移転・撤去が岩手県により進められた。この問題は市民の関心も高く、存続を求める署名は釜石市人口の80％を超えたが撤去の方針は変わらず、1996年（平成8年）、組合は正式に移転・撤去を決定した。しかし、移転先や補償問題が難航し、市場の営業終了は2003年（平成15年）となった。

## アクセス
- 東日本旅客鉄道（JR東日本）釜石線・ 三陸鉄道リアス線、釜石駅より南へ約500m、徒歩約1分

## 関連図書
- 佐々木貴範 (2007年2月). 写真集 釜石橋上市場―追憶の光景. 無明舎出版. ISBN 978-4895444514